# عشق پرشور و شدید

گلوریا پیه‌دیمونته در صحنه‌ای از فیلم.

عشق پرشور و شدید (ایتالیایی: Amore all'arrabbiata؛ ‏انگلیسی: Crazy, Crazy Love) یک فیلم کمدی سکسی سبک ایتالیایی عاشقانه به کارگردانی کارلو وِئو است که در سال ۱۹۷۶ منتشر شد. این فیلم آخرین کارگردانی کارلو وِئو کارگردان و فیلم‌نامه‌نویس ایتالیایی بود.

## گزیدهٔ بازیگران
- نینتو داولی
- ماریا رزاریا روئیتسی
- آلفردو ریتسو
- پوپو د لوکا
- فرانکا گونلا
- آندره‌آ آئورلی
- گلوریا پیه‌دیمونته
- لوکا اسپورتلی

## توزیع
فیلم در تاریخ ۸ آوریل ۱۹۷۶ با شماره مجوز بازبینی ۶۸٫۲۶۹ مجاز شناخته شد، اما تماشای آن برای افراد زیر ۱۸ سال ممنوع بود. با این حال، اولین نمایش فیلم بیش از یک سال بعد، در تاریخ ۱۱ اوت ۱۹۷۷ صورت گرفت. این فیلم در اسپانیا نیز با عنوان عشق با فلفل سبز توزیع شد. در تاریخ ۲۵ ژانویه ۲۰۱۸، ممنوعیت سنی برداشته شد و فیلم برای تمامی گروه‌های سنی مجاز اعلام شد. همچنین از طریق شبکه‌های مدیاست، از جمله رته ۴ و سینه ۳۴، از تلویزیون پخش شد.